# Trường sơn
Trường sơn hay mu rê, mu rê Bắc Bộ (danh pháp khoa học: Mouretia tonkinensis) là một loài thực vật thuộc họ Rubiaceae. Đây là loài đặc hữu của Việt Nam.
Cây có màu xanh và trơn trượt khi nắm, và được những người Pháp đặt chân đến Đông Dương đặt cho nó biệt danh les feuilles vertes (lá xanh). Lính Mỹ trong Chiến tranh Việt Nam gọi nó bằng cái tên "itchygrass" (dây ngứa).
Mouretia tonkinensis H. S. Lo: Mu rê lệch.